# Malintrac
Malintrat és un municipi francès situat al departament del Puèi Domat i a la regió d'Alvèrnia-Roine-Alps. L'any 2007 tenia 1.035 habitants.

## Demografia

### Població
El 2007 la població de fet de Malintrat era de 1.035 persones. Hi havia 412 famílies de les quals 100 eren unipersonals (52 homes vivint sols i 48 dones vivint soles), 126 parelles sense fills, 156 parelles amb fills i 30 famílies monoparentals amb fills.
La població ha evolucionat segons el següent gràfic:
Habitants censats

### Habitatges
El 2007 hi havia 459 habitatges, 420 eren l'habitatge principal de la família, 9 eren segones residències i 30 estaven desocupats. 429 eren cases i 29 eren apartaments. Dels 420 habitatges principals, 321 estaven ocupats pels seus propietaris, 91 estaven llogats i ocupats pels llogaters i 8 estaven cedits a títol gratuït; 2 tenien una cambra, 16 en tenien dues, 59 en tenien tres, 130 en tenien quatre i 212 en tenien cinc o més. 264 habitatges disposaven pel capbaix d'una plaça de pàrquing. A 152 habitatges hi havia un automòbil i a 231 n'hi havia dos o més.

### Piràmide de població
La piràmide de població per edats i sexe el 2009 era:
| Homes | Edats   | Dones |
| ----- | ------- | ----- |
| 0     | 95 o +  | 0     |
| 0     | 90 a 94 | 0     |
| 8     | 85 a 89 | 8     |
| 0     | 80 a 84 | 12    |
| 4     | 75 a 79 | 16    |
| 24    | 70 a 74 | 8     |
| 12    | 65 a 69 | 16    |
| 16    | 60 a 64 | 12    |
| 12    | 55 a 59 | 12    |
| 64    | 50 a 54 | 52    |
| 36    | 45 a 49 | 36    |
| 32    | 40 a 44 | 48    |
| 44    | 35 a 39 | 36    |
| 16    | 30 a 34 | 24    |
| 24    | 25 a 29 | 28    |
| 20    | 20 a 24 | 12    |
| 40    | 15 a 19 | 48    |
| 36    | 10 a 14 | 36    |
| 24    | 5 a 9   | 16    |
| 20    | 0 a 4   | 20    |

## Economia
El 2007 la població en edat de treballar era de 713 persones, 539 eren actives i 174 eren inactives. De les 539 persones actives 490 estaven ocupades (266 homes i 224 dones) i 49 estaven aturades (23 homes i 26 dones). De les 174 persones inactives 83 estaven jubilades, 53 estaven estudiant i 38 estaven classificades com a «altres inactius».

### Ingressos
El 2009 a Malintrat hi havia 394 unitats fiscals que integraven 1.012 persones, la mediana anual d'ingressos fiscals per persona era de 18.440 €.

### Activitats econòmiques
Dels 28 establiments que hi havia el 2007, 4 eren d'empreses extractives, 1 d'una empresa alimentària, 2 d'empreses de fabricació d'altres productes industrials, 9 d'empreses de construcció, 5 d'empreses de comerç i reparació d'automòbils, 2 d'empreses d'hostatgeria i restauració, 1 d'una empresa d'informació i comunicació i 4 d'empreses classificades com a «altres activitats de serveis».
Dels 12 establiments de servei als particulars que hi havia el 2009, 2 eren tallers de reparació d'automòbils i de material agrícola, 1 guixaire pintor, 1 fusteria, 3 lampisteries, 2 electricistes, 1 perruqueria i 2 restaurants.
L'únic establiment comercial que hi havia el 2009 era una fleca.
L'any 2000 a Malintrat hi havia 16 explotacions agrícoles que ocupaven un total de 805 hectàrees.

## Equipaments sanitaris i escolars
El 2009 hi havia una escola elemental.

## Poblacions més properes
El següent diagrama mostra les poblacions més properes.